# Янис Адетокунбо
Янис Адетокунбо (на гръцки: Γιάννης Αντετοκούνμπο) е гръцки баскетболист от нигерийско потекло. Роден е на 6 декември 1994 г.
Към януари 2017 се състезава за отбора на Милоуки Бъкс, който е част от Националната Баскетболна Асоциация (НБА) на САЩ и Канада. Адетокунбо е висок 211 см и основната му позиция е нападател. Отличната му стрелба от средно и далечно разстояние, добрите технически и атлетически умения, съчетани с внушителния ръст, на практика му позволяват да играе ефективно на всяка една позиция, което само по себе си го прави кошмар за всеки защитник. В НБА е известен с прякора „The Greek freak“ („Гръцката откачалка“). Братята му Танасис и Костас също са баскетболисти.

## Ранни години
Янис Адетокунбо е роден на 6 декември 1994 г. в Атина, Гърция. Родителите му са нигерийски емигранти дошли в Гърция през 1991 г. Янис не е единствено дете, а има двама по-малки – Костас и Александрос и двама по-големи братя – Танасис и Андреас. Подобно на повечето емигранти по това време родителите се затрудняват с намирането на работа. Янис, заедно с по-големия си брат Танасис, активно помагат за изкарване на прехраната, продавайки часовници, слънчеви очила и чанти. Момчетата са израснали в атинския квартал Сеполия, а Янис започва да играе баскетбол през 2007 г. През 2009 г., вече е една от надеждите на юношеския отбор на Филатлитикос Filathlitikos B.C (Greek: Φιλαθλητικός K.A.E.)

## Професионална кариера

### Филатлитикос (2012 – 2013)
През 2012 г. Адетокунбо се присъединява към мъжкия отбор на Филатлитикос, който е част от гръцката 2-ра баскетболна лига. През декември 2012, малко след като навършва 18 години, Янис подписва четири годишен професионален договор с испанския „Сарагоса“. Договорът влиза в сила от сезон 2013 – 2014, а Адетокунбо решава да довърши сезон 2012 – 2013 във „Филатлитикос“.
Успеваемостта на Адетокунбо през сезон 2012 – 2013, в гръцката 2-ра. лига, е 62,1% за две точки, 31,3% за три точки и 72% от линията за наказателни удари, за средно по 22.5 игрови минути на мач. В 26 мача за отбора той регистрира средно по 9,5 точки, 5,0 борби, 1,4 асистенции и 1 чадъра на мач. Избран е от треньорите за участие в гръцкия мач на звездите през 2013.

### Милоуки Бъкс
На 28 април 2013 Янис Адетокунбо официално подава документи за участие в драфта на НБА и е избран под номер 15 в първия рунд от отбора на Милоуки Бъкс. В новобранския си сезон той бележи средно по 6,8 точки, 4,4 борби, 1,9 асистенции, 0,8 откраднати топки и 0,8 чадъра в 77 мача. Доброто му представяне не остава неоценено и е избран да участва в мача на Новобранците срещу Второкурсниците (Rookie vs Sophamore) в Звездния Уикенд на НБА (NBA All-Star Weekend).
На 16 октомври 2014, с оглед доброто представяне и перспектива за развитие на състезателя, отборът на Милоуки упражняват опцията за удължавана на договора на Адетокунбо, продължавайки го с една година, до края на сезон 2015 – 2016. На 6 февруари 2015, той запива най-добро постижение в кариерата си в НБА, отбелязвайки 27 точки и регистрирайки 15 борби, а тимът му губи от Хюстън Рокетс. Три дни по-късно, той е произнесен за Играч на Седмицата на Източната Конференция на НБА (Eastern Conference Player of the Week), за мачове играни между 2 – 8 февруари. По-късно през 2015 взима участие в Конкурса по Забивки (NBA Slam Dunk Contest) в Звездния Уикенд на НБА в Ню Йорк. Средно за сезон 2014 – 2015 младокът бележи по 12,7 точки овладява по 6,7 борби в 81 мача за отбора.
На 26 октомври 2015 отборът на Милоуки упражняват опцията за удължавана на договора на Адетокунбо, продължавайки го с една година, до края на сезон 2016 – 2017. На 22 февруари 2016, Адетокунбо става най-младият играч в историята на Милоуки Бъкс, който регистрира трипъл-дабъл и с 27 точки, 12 борби и 10 асистенции, помагайки на тима си да победи отбора да Лос Анджелис Лейкърс със 108 – 101. През сезона той подобрява всеки един от статистическите си показатели, завършвайки със средно 16.9 точки, 7.7 борби, 4.3 асистенции, 1.4 чадъра, регистрирани в 80 мача и общо 4 трипъл дабъла.
На 19 септември 2016, Янис Адетокунбо удължава договора си с Милоуки Бъкс с четири години, а стойността на сделката е 100 милиона щатски долара за целия период. Доминацията му започва с пълна сила още на старта и на 26 октомври 2016 бележи 31 точки срещи отбора на Шарлът Хорнетс. На 5 декември 2016 е избран за Играч на Седмицата на Източната Конференция на НБА (Eastern Conference Player of the Week) за мачове играни между 28 ноември и 4 декември. На 23 декември отбелязва 39 точки срещу отбора на Вашингтон Уизурдс, като това е най-доброто постижение в НБА кариерата му. С 25 точки срещу отбора на Ню Йорк Никс, Адетокунбо регистрира 14 последователни мача с поне 20 отбелязани точки, изравнявайки рекорда на легендата на Милоуки Майкъл Ред.

### Национален отбор
Янис Адетокунбо се състезава за пръв път за националния отбор на Гърция през 2013, бидейки част от юношите до 20-годишна възраст. Помага на тима да стигне до почетното пето място на Европейското първенство за Юноши до 20-годишна възраст. Статистическите му показатели са 8 точки, 7,6 борби и 2,2 асистенции регистрирани в 10 мача. Завършва турнира като втори най-добър борец в защита със средно по 7 борби.
През 2014 става част от Гръцкия мъжки национален отбор. Гърция остава на девето място на Световното първенство по Баскетбол през 2014 г., а младокът бележи средно по 6,3 точки и овладява по 4,3 борби в 6 изиграни мача.
През 2015 година отново е част от представителния отбор на Гърция, играейки редом до опитни и доказали се на световната сцена звезди като Василис Спанулис, Янис Борусис и Никос Зизис. В 8 мача Адетокунбо записва по 9,8 точки, 6,9 борби и 1,1 асистенции на мач. Гърция отпада на четвъртфиналите, губейки от отбора на Испания.
През 2016 година Янис е част от националния отбор на Гърция, на Олимпийския Квалификациионен Турнир. Гърция пропуска шанса си и не се класира за Олимпийските Игри през 2016 а той бележи средно по 15,3 точки, 5,7 борби, 2,0 асистенции.
На 15.12.2020 г. Янис Адетокунбо подписва най-скъпия договор в историята на НБА. Гръцкият национал остава в „Милуоки бъкс“, след като преподписва за пет години срещу 228.2 млн. долара. Досегашният рекорд беше при сделката на Джеймс Хардън с „Хюстън рокетс“ – 228 млн. долара през 2017 г.